# Napad pri Ožbaltu
Napad pri Ožbaltu je bila partizanska akcija, v kateri so osvoboditli 105 zavezniških vojnih ujetnikov, nastanjenih v mariborskem zaporu Stalag XVIII-D. 31. avgusta 1944 so jih partizani osvobodili, ko so popravljali železnico v Ožbaltu. Partizani so po 14-dnevnem pohodu uspeli osvobojene ujetnike pripeljati do Semiča. Iz Bele krajine so jih zavezniki z letali prepeljali v Italijo. V skupini je bilo 8 Francozov, 9 Novozelandcev, 12 Avstralcev in 70 Britancev. Osvoboditev je v knjigi A Hundred Miles as the Crow Flies popisal Ralph Churches.